# Leptopelis anchietae
Espèce
Synonymes
- Hylambates anchietae Bocage, 1873

Statut de conservation UICN

 LC  : Préoccupation mineure
Leptopelis anchietae est une espèce d'amphibiens de la famille des Arthroleptidae.

## Répartition
Cette espèce est endémique de l'Ouest de l'Angola. Elle se rencontre au-dessus de 1 000 m d'altitude.

## Étymologie
Cette espèce est nommée en l'honneur de l'explorateur portugais José Alberto de Oliveira Anchieta (1832-1897).

## Publication originale
- Bocage, 1873 : Melanges erpetologiques. II. Sur quelques reptiles et batraciens nouveaux, rares ou peu connus d‘Afrique occidentale. Jornal de Sciencias Mathematicas, Physicas e Naturaes Academia Real das Sciencias de Lisboa, vol. 4, p. 209-227 (texte intégral).